# Шельменко-денщик (фільм, 1971)
«Шельменко-денщик» (рос. «Шельменко-денщик») — російський радянський музичний художній фільм, знятий за мотивами комедії класика української літератури Григорія Квітки-Основ'яненка.

## Сюжет
Мюзикл знято за мотивами комедії Григорія Квітки-Основ'яненка. У заможного Шпака є красива донька, якій він знайшов, на його думку, достойного і відповідного нареченого. Та дівчина покохала іншого, на шлюб з яким Шпак не може погодитися. Не може, поки у справу не втручається виверткий денщик Шельменко.

## Ролі
- Михайло Пуговкін — Шельменко, денщик
- Володимир Дальський — Кирило Петрович Шпак, поміщик
- Зоя Федорова — Фенна Степанівна Шпак
- Людмила Сенчина — Присинька Шпак, Паночка на виданні
- Олексій Польовий — Осип Прокопович Опецковський, поміщик
- Ольга Аросєва — Горпина Семенівна Опецковська
- Любов Корнєва — Евжені, неодружена дочка Опецковської (озвучує Зоя Виноградова)
- Ігор Озеров — капітан Іван Семенович Скворцов
- Юрій Медведєв — Тимофій Кіндратович Лопуцьковський, племінник-жених
- Марина Полбенцева — Мотря
- Анатолій Королькевич — Трохим, кухар
- Анатолій Абрамов — епізод
- Василь Яровий— епізод

## Знімальна група
- Автор сценарію: Андрій Тутишкін
- Режисер-постановник: Андрій Тутишкін
- Оператори-постановники: Ростислав Давидов, Франко Деллі Коллі
- Художник-постановник: Ігор Вускович
- Художниця по костюмах: Наталія Васильєва